# Bijela Stijena
Bijela Stijena – wieś w Chorwacji, w żupanii brodzko-posawskiej, w gminie Okučani. W 2011 roku liczyła 30 mieszkańców.